# Ljudska univerza Kočevje
Ljudska univerza Kočevje je ljudska univerza s sedežem na Trgu zbora odposlancev 30 (Kočevje); ustanovljena je bila leta 1991.